# Stane Kavčič
Stane Kavčič, slovenski politik, * 30. oktober 1919, Ljubljana, † 27. marec 1987, Ljubljana.

## Življenjepis
Kavčič je že pred vojno deloval v sindikatih, član KPS pa je postal julija 1941. Med NOB je bil od 1942 sekretar okrožnega komiteja komunistične partije Vrhnika, januarja 1943 je postal sekretar pokrajinskega komiteja Skoja za Slovenijo in sekretar Glavnega iniciativnega odbora Zveze slovenske mladine. Na Kočevskem zboru je bil izvoljen v SNOO in AVNOJ, konec 1943 pa postal član CK SKOJ in predsednik pokrajinskega odbora USAOJ (Zveze socialistične mladine Jugoslavije) za Slovenijo. Krajši čas se je šolal v Sovjetski zvezi. Bil je nosilec partizanske spomenice 1941.
Po koncu vojne je bil na vodilnih političnih položajih v mladinskih in partijski organizaciji (v CK KPS je predstavljal mladino), bil je organizacijski sekretar CK KPS 1945–49 in obenem tudi podpredsednik Prezidija Ljudske skupščine LRS (1947–51) član politbiroja oz. izvršnega komiteja, od 1966 predsedstva CK KPS/ZKS; 1951–56 je bil podpredsednik izvršnega sveta ljudske skupščine LRS, predsednik Zveze sindikatov Slovenije 1958–63), predsednik ideološke komisije CK ZKS (1963–66), član IK CK ZKJ 1966/67, nazadnje pa v letih od 1967 do 1972 predsednik slovenske vlade (uradno predsednik Izvršnega sveta Skupščine SRS) ter obenem 1969–72 tudi član predsedstva ZKJ. Kot zagovornik liberalne gospodarske usmeritve in slovenskih interesov v Jugoslaviji je bil jeseni 1972 prisiljen odstopiti s funkcije predsednika Izvršnega sveta Slovenije (vlade) in člana predsedstva ZKJ in se upokojiti. Politično in javno ni smel več delovati oz. nastopati v javnosti, bil je tudi podvržen nadzoru SDV, vendar se kljub svoji kritični distanci socialističnemu samoupravljanju in perspektivi Slovenije v federativni Jugoslaviji ni odrekel.
Kavčič je avtor dela Samoupravljanje I-IV (1964, 1965, 1967), političnih in gospodarskih razprav ter posmrtno izdanega dela Dnevnik in spomini (1988), ki sta ga uredila Janez Janša in Igor Bavčar.

## Vzroki za politični padec
Kavčič je bil zlasti po gospodarski reformi 1965 zagovornik liberalne gospodarske usmeritve, ki je temeljila na policentralizmu, celotni povezanosti prostorskega, ekonomskega in socialnega razvoja, izrabi zemljepisne in prometne lege Slovenije in razvoju panog, ki hitro prinašajo kapital, na spodbujanju privatne iniciative in vlaganju zasebnih sredstev, na močni izvozni usmeritvi, vključevanju v evropske gospodarske tokove ter na regionalnih povezavah s sosednjimi deželami. Zaradi te usmeritve, ki je veljala za premalo delavskorazredno in jugoslovansko, je prihajal v spor z delom slovenskega in najvišjega jugoslovanskega vodstva, še posebej po letu 1969 ob »cestni aferi« (gradnja avtoceste Ljubljana–Postojna). Njegova politična moč, ki je izvirala iz osebnih potez in usmeritev ter iz liberalnih razmer v jugoslovanski družbi po brionskem plenumu 1966 je bila po cestni aferi deloma omejena; tudi zato, ker je odklonil mandat za vodenje Zveznega izvršnega sveta (ZIS) v Beogradu in nato še za mesto člana v izvršnem biroju predsedstva ZKJ, za kar ga je predlagal Tito.

## Odlikovanja, priznanja
- Partizanska spomenica 1941

27. oktobra 2009 so na Trgu narodnih herojev ob slovenskem parlamentu postavili njegov doprsni kip.